# La evolución creadora
La evolución creadora (en francés L'évolution créatrice) es un libro de 1907 escrito por el filósofo francés Henri Bergson en que propuso una versión de la ortogénesis en lugar del mecanismo de selección natural de Charles Darwin, sugiriendo que la evolución está motivada por el élan vital, un impulso vital que también puede entenderse como el impulso creativo natural de la humanidad. Este libro fue muy popular en las primeras décadas del siglo XX.
Bergson también desarrolló en La evolución creadora conceptos de tiempo que había insinuado en trabajos anteriores y que influyeron significativamente en escritores y pensadores modernistas como Marcel Proust y Thomas Mann. Por ejemplo, introdujo el término duración, que para Bergson se refiere a una experiencia más individual y subjetiva del tiempo, en contraposición al tiempo del reloj matemático y objetivamente medible. En este libro, Bergson sugiere que la experiencia del tiempo como duración se puede entender mejor a través de la intuición.